# Llanesco (cráter)
Llanesco es un cráter de impacto del planeta Marte situado al norte del cráter Izendy, a 28.5° sur y 101.2º oeste. El impacto causó un boquete de 19 kilómetros de diámetro llegando a una profundidad de 750 metros. El nombre fue aprobado en 1991 por la Unión Astronómica Internacional; haciendo, con un error, referencia a la localidad de Llanes, España.
Según los datos de la agencia científica United States Geological Survey, la edad de dicha zona y alrededores estaría comprendida entre los 3,8 y 1,8 billones de años atrás, a entre la Era Noeica y la Era Hespérica.